# Число больных, которых необходимо лечить
Число больных, которых необходимо лечить (ЧБНЛ) (от англ. number needed to treat - NNT) — эпидемиологический показатель, используемый в оценке эффективности медицинского вмешательства, обычно лечения препаратами. ЧБНЛ показывает среднее число пациентов, которых необходимо лечить, чтобы достичь определенного благоприятного исхода или предотвратить один неблагоприятный исход, в сравнении с контрольной группой. ЧБНЛ находится в обратной зависимости от абсолютного уменьшения риска. Впервые этот показатель был описан в 1988 году. Идеальный показатель ЧБНЛ равен 1, когда все больные выздоравливают от лечения, а в контрольной группе никто не выздоравливает. Чем больше ЧБНЛ, тем менее эффективно лечение.
Иногда используются производные показатели для более специфичных задач, например, число больных, которых необходимо вакцинировать.
Значения ЧБНЛ зависят от времени. Например, если исследование проводилось 5 лет и было обнаружено значение ЧБНЛ равным 100 за этот пятилетний период, то ЧБНЛ для одного года будет больше в пять раз, то есть 500.

## Значение
ЧБНЛ является важным показателем в фармаэкономике. Если клинический исход достаточно опасен (например, инфаркт миокарда или смерть), то могут быть показаны препараты с маленьким значением ЧБНЛ в некоторых случаях (очень эффективные). Если же клинический исход незначительный, то страховые компании могут отклонить использование эффективных препаратов с небольшим ЧБНЛ. Тем не менее, ЧБНЛ является важным показателем в клинических исследованиях и часто включается в статьи в медицинских журналах для отражения результатов клинических исследований. Существует несколько важных проблем с использованием ЧБНЛ, включающих предвзятость и недостаток интервалов доверия, а также трудности исключения возможности неразличимости между двумя подходами к лечению или группами пациентов.

## Пример: использование статинов в первичной профилактике
Например, проведенное на деньги производителя исследование ASCOT-LLA направленное на установление эффекта от приема 10 мг аторвастина (понижает уровень холестерина) у пациентов с гипертензией, но без сердечно-сосудистых осложнений (первичная профилактика). Исследование продолжалось 3,3 года, в течение которых относительный риск развития осложнения был снижен на 36 % (снижение относительного риска). Снижение абсолютных рисков было значительно меньше, потому что исследуемая группа имела невысокую частоту развития осложнений сердечно-сосудистых заболеваний за время исследования: 2,67 % в контрольной группе против 1,65 % в группе пролеченых больных. Прием аторвастатина в течение 3,3 лет в итоге приводил к снижению абсолютных рисков всего на 1,02 % (2,67 % минус 1,65 %). Число больных, которых необходимо лечить, чтобы предотвратить одно осложнение сердечно-сосудистых заболеваний, будет равняться 99,7 за 3,3 года.

## Простые примеры
Существует множество факторов, влияющих на ЧБНЛ. Представим болезнь и препарат для лечения этой болезни, который надо принимать в течение недели.
- PA это вероятность остаться больным после приема препарата (за вычетом возможности выздоровления пациентов от лечения), это экспериментальная группа.
- PB это вероятность остаться больным без приема препарата (за вычетом возможности самопроизвольного выздоровления без лечения), это контрольная группа принимающая плацебо вместо исследуемого препарата.

| описание                    | PA  | PB  | ЧБНЛ | интерпретация |
| --------------------------- | --- | --- | ---- | --- |
| Совершенный препарат        | 0.0 | 1.0 | 1.0  | Все выздоровели от препарата, никто — без препарата                                                                                       |
| Очень хороший препарат      | 0.1 | 0.9 | 1.25 | 10 принимали препарат; 8 выздоровело от препарата, 1 самоизлечился, 1 остался болен.                                                      |
| Удовлетворительный препарат | 0.3 | 0.7 | 2.5  | 10 принимали препарат; 4 выздоровело от препарата, 3 самоизлечились, 3 остались больны.                                                   |
| Высокий плацебо эффект      | 0.4 | 0.5 | 10   | 10 принимали препарат; 6 выздоровело, но 5 из них выздоровело бы самопроизвольно.                                                         |
| Низкий лечебный потенциал   | 0.8 | 0.9 | 10   | 10 принимали препарат, один выздоровел от препарата, один самоизлечился, 8 остались больны.                                               |
| Самоизлечение               | 0.1 | 0.2 | 10   | 9 из 10 выздоровело; но 8 из них выздоровело бы самопроизвольно.                                                                          |
| Вредительство               | 0.9 | 0.8 | −10  | 10 принимали препарат, двое выздоровело бы, если не принимали препарат, но с препаратом выздоровел только один, поэтому реальное ЧБНЛ=10. |